# 제7회 전국동시지방선거 광역자치단체장
다음은 대한민국 제7회 지방 선거 중 광역자치단체장의 선거 결과이다.

## 선거 결과
| 단체장명           | 당선인 | 소속 정당    | 2위    | 3위    | 선수 |
| ------------------ | ------ | ------------ | ------ | ------ | ---- |
| 서울특별시장       | 박원순 | 더불어민주당 | 김문수 | 안철수 | 3선  |
| 부산광역시장       | 오거돈 | 더불어민주당 | 서병수 | 이성권 |      |
| 대구광역시장       | 권영진 | 자유한국당   | 임대윤 | 김형기 | 재선 |
| 인천광역시장       | 박남춘 | 더불어민주당 | 유정복 | 문병호 |      |
| 광주광역시장       | 이용섭 | 더불어민주당 | 나경채 | 전덕영 |      |
| 대전광역시장       | 허태정 | 더불어민주당 | 박성효 | 남충희 |      |
| 울산광역시장       | 송철호 | 더불어민주당 | 김기현 | 김창현 |      |
| 세종특별자치시장   | 이춘희 | 더불어민주당 | 송아영 | 허철회 | 재선 |
| 경기도지사         | 이재명 | 더불어민주당 | 남경필 | 김영환 |      |
| 강원도지사         | 최문순 | 더불어민주당 | 정창수 | -      | 3선  |
| 충청북도지사       | 이시종 | 더불어민주당 | 박경국 | 신용한 | 3선  |
| 충청남도지사       | 양승조 | 더불어민주당 | 이인제 | 차국환 |      |
| 전라북도지사       | 송하진 | 더불어민주당 | 임정엽 | 권태홍 | 재선 |
| 전라남도지사       | 김영록 | 더불어민주당 | 민영삼 | 이성수 |      |
| 경상북도지사       | 이철우 | 자유한국당   | 오중기 | 권오을 |      |
| 경상남도지사       | 김경수 | 더불어민주당 | 김태호 | 김유근 |      |
| 제주특별자치도지사 | 원희룡 | 무소속       | 문대림 | 고은영 | 재선 |

## 상세 결과

### 서울특별시
| 기호   | 순위      | 정당 | 정당         | 후보      | 득표수    | 득표율 | 비고              |
| ------ | --------- | ---- | ------------ | --------- | --------- | ------ | ----------------- |
| 1      | 1         |      | 더불어민주당 | 박원순    | 2,619,497 | 52.79% | 서울특별시장 당선 |
| 2      | 2         |      | 자유한국당   | 김문수    | 1,158,487 | 23.34% |                   |
| 3      | 3         |      | 바른미래당   | 안철수    | 970,374   | 19.55% |                   |
| 5      | 5         |      | 정의당       | 김종민    | 81,664    | 1.64%  |                   |
| 6      | 6         |      | 민중당       | 김진숙    | 22,134    | 0.44%  |                   |
| 7      | 8         |      | 대한애국당   | 인지연    | 11,222    | 0.22%  |                   |
| 8      | 4         |      | 녹색당       | 신지예    | 82,874    | 1.67%  |                   |
| 9      | 7         |      | 우리미래     | 우인철    | 11,599    | 0.23%  |                   |
| 10     | 9         |      | 친박연대     | 최태현    | 4,021     | 0.08%  |                   |
| 유효표 | 4,961,872 | -%   |              |           |           |        |                   |
| 무효표 | 57,226    | -%   |              |           |           |        |                   |
| 총합   | 총합      | 총합 | 총합         | 5,019,098 | -%        |        |                   |

여당인 더불어민주당에서는 3선에 도전하는 현역 서울특별시장 박원순이 출마했고 제 1야당인 자유한국당에선 경기도지사를 지냈던 김문수가 출마했다. 그리고 제 2야당인 바른미래당에선 지난 대한민국 제19대 대통령 선거 당시 대선 주자로 출마했던 안철수가 도전장을 내밀었다. 개표 결과 현역 서울특별시장인 박원순 후보가 52.8%의 압도적인 득표율을 기록하며 손쉽게 3선에 성공했다. 이번 지방선거에선 서울 내 25개 구 모두 박원순 후보가 압도적으로 승리를 거두었다. 서울 내에서 보수세가 강하다는 평가를 받는 용산구와 강남 3구에서도 모두 박원순 후보가 1위를 차지했다. 이로서 서울특별시는 지난 3번의 지방선거와 2번의 국회의원 선거 및 대통령 선거에서 모두 민주당계 정당의 손을 들어줌으로서 더불어민주당의 텃밭임을 분명히 했다.
한편, 자유한국당의 김문수 후보는 23.3% 득표에 그치며 박원순 후보의 상대가 되지 못했다. 박원순 후보가 기록한 득표 수의 절반에도 미치지 못하는 득표율을 기록하며 처참하게 무너졌다. 김문수 후보는 강남구와 서초구 단 2곳에서만 간신히 30% 이상의 득표율을 기록했을 뿐 나머지 23개 구에서는 모두 30% 미만의 득표를 하는데 그쳤고 또 그 중에서도 노원구와 관악구에선 득표율 20%도 넘기지 못하고 3위로 밀려나기까지 했다. 김문수 본인 자체가 경기도 부천시 소사구에서 3선 국회의원을 지냈고 이후 경기도지사를 했으며 경기도지사를 지낸 이후엔 대구광역시 수성구 갑으로 지역구를 옮겨 다녔기에 서울과는 크게 인연이 없었던 인물이었고 박근혜 前 대통령 옹호 발언 및 태극기 집회 참석으로 물의를 빚은 게 패배의 원인이었다.
그나마 김문수 후보는 서울에 연고가 없던 인물이었음에도 불구하고 2위라도 했지만 더 큰 타격을 입은 인물은 바로 바른미래당의 안철수 후보였다. 안철수 후보는 1년 전에 대선까지 출마했던 대선 주자였지만 이번 서울시장 선거에서 19.6% 득표에 그치며 또 다시 3위에 그쳤다. 1년 전 대통령 선거 당시 안철수는 서울에서 22.7% 득표율을 기록하며 홍준표를 제치고 2위를 기록했는데 이번에는 그보다 더 낮은 득표율을 기록하게 된 것이다. 이렇게 처참한 선거 결과에 안철수 본인도 충격을 받았는지 결국 2018년 7월에 잠정적으로 정계를 은퇴하겠다는 선언을 했다. 안철수의 패배 요인은 바른미래당 합당 과정에서의 지나친 잡음과 박원순 후보를 향한 지나친 네거티브 공세 그리고 문재인 대통령을 향한 지나친 공격이 꼽힌다. 선거 당시 지지율 80%를 상회할 정도로 뜨거운 국민적 지지를 받고 있던 문 대통령을 향해 안철수가 1년 반 동안 대안 없는 비난만을 일삼아 국민들이 등을 돌린 것이다.

### 부산광역시
| 기호   | 순위 | 정당 | 정당         | 후보      | 득표수  | 득표율 | 비고              |
| ------ | ---- | ---- | ------------ | --------- | ------- | ------ | ----------------- |
| 1      | 1    |      | 더불어민주당 | 오거돈    | 940,469 | 55.23% | 부산광역시장 당선 |
| 2      | 2    |      | 자유한국당   | 서병수    | 632,806 | 37.16% |                   |
| 3      | 3    |      | 바른미래당   | 이성권    | 67,502  | 3.96%  |                   |
| 5      | 4    |      | 정의당       | 박주미    | 35,299  | 2.07%  |                   |
| 6      | 5    |      | 무소속       | 이종혁    | 26,720  | 1.56%  |                   |
| 유효표 |      | -%   |              |           |         |        |                   |
| 무효표 |      | -%   |              |           |         |        |                   |
| 총합   | 총합 | 총합 | 총합         | 1,727,684 | -%      |        |                   |

더불어민주당에선 과거 3차례 부산광역시장 선거에 도전했다가 모두 낙선한 이력이 있는 오거돈 후보가 또 다시 출마했고 자유한국당에선 현직 부산광역시장이었던 서병수 후보가 다시 출마했다. 개표 결과 더불어민주당 오거돈 후보가 55.2% : 37.2%로 서병수 현 부산시장을 득표율 18%, 득표 수 약 31만 표 차로 크게 꺾고 4번째 도전 끝에 부산광역시장에 당선되었다. 부산광역시에서 민주당계 정당 출신 시장이 당선된 것은 이번이 사상 최초의 일이었다. 지난 2012년의 대한민국 제18대 대통령 선거를 기점으로 부산의 정치 지형은 조금씩 변화가 감지되기 시작했는데 그 당시 선거에선 문재인 후보가 박근혜 후보에 패배하긴 했지만 무려 40%에 가까운 득표율을 올리며 선전했고 2014년 제6회 전국동시지방선거에서도 야권 단일 후보 오거돈 후보가 서병수 후보에게 패배하긴 했지만 불과 1.31% 차 석패였을 정도로 민주당계 정당을 향한 지지세가 점점 강해졌다. 그리고 2016년 대한민국 제20대 국회의원 선거에서 더불어민주당이 부산 내 18개 지역구 중 5석을 차지하는 기염을 토했다. 그리고 1년 후인 2017년 대한민국 제19대 대통령 선거에선 문재인 후보가 민주당계 정당 후보로선 1987년의 김영삼 후보에 이어 무려 30년 만에 1위를 차지하면서 부산의 정치 지형이 변했음을 대내외적으로 선포했다. 그리고 이번 선거에서 부산시장으로 민주당의 오거돈 후보가 당선되면서 부산의 정치 지형 변화를 재확인했다.
당선자 오거돈 후보는 부산 내 15개 구와 1개 군에서 모두 과반 이상의 득표를 하며 1위를 차지했다. 1년 전 대통령 선거 당시 문재인 현 대통령조차도 비록 부산에서 1위를 차지하긴 했지만 노년층이 많고 인구가 적은 원도심 지역인 서구, 동구, 중구 이 3곳에서는 홍준표에게 1위를 내주었는데 이번의 오거돈 후보는 그 3곳에서도 모두 1위를 차지했다. 특히 명지오션시티 개발로 청년층의 인구 유입이 늘고 있는 강서구에선 무려 59.2%나 득표해 거의 60%에 가까운 득표율을 기록했다. 한편, 현직 부산시장이었던 서병수 후보는 서구에서 가장 높은 득표율을 기록했는데 그곳에서도 42%도 채 안 되는 득표율을 기록하며 쓰라린 민심 이반을 맛보아야 했다. 서병수 후보는 원도심인 서구, 동구, 중구 단 3곳에서만 겨우 득표율 40%를 넘겼을 뿐 나머지 12개 구와 1개 군에선 30%대 중반 정도의 득표율을 기록하는데 그쳤다. 
서병수 후보가 재선에 실패한 원인은 본래 서병수 후보 본인부터가 윤장현 前 광주광역시장과 더불어 4년 동안 전국 광역자치단체장 직무수행평가에서 나란히 최하위를 기록할 정도로 부산시민들에게 평판이 매우 좋지 않았다. 그런데다 동남권 신공항 문제도 제대로 처리하지 못해 부산시민들이 완전히 등을 돌려버렸다. 그런데다 2016년 말에 박근혜-최순실 게이트가 터지면서 부산 내에서 보수 정당에 대한 민심이 극도로 악화되었고 서병수 시장 본인도 엘시티 게이트 연루 의혹을 받으면서 부산시민들에게 더더욱 찍혀 있었다. 그럼에도 불구하고 자유한국당은 또 다시 서병수 시장을 공천시키는 악수를 두고 말았고 결국 반성하지 않는 자유한국당의 태도에 분노한 부산시민들은 그 동안 3번이나 선거에 낙선하면서도 꿋꿋하게 도전하였던 오거돈 후보의 손을 들어주었다. 결국 서병수 시장은 사상 최초로 민주당계 정당 후보에게 패배한 보수 정당 출신 부산광역시장이라는 오명을 뒤집어 쓰고 말았다.

### 대구광역시
| 기호   | 순위      | 정당 | 정당         | 후보      | 득표수  | 득표율 | 비고              |
| ------ | --------- | ---- | ------------ | --------- | ------- | ------ | ----------------- |
| 1      | 2         |      | 더불어민주당 | 임대윤    | 458,112 | 39.75% |                   |
| 2      | 1         |      | 자유한국당   | 권영진    | 619,165 | 53.73% | 대구광역시장 당선 |
| 3      | 3         |      | 바른미래당   | 김형기    | 74,955  | 6.50%  |                   |
| 유효표 | 1,152,232 | -%   |              |           |         |        |                   |
| 무효표 | 20,047    | -%   |              |           |         |        |                   |
| 총합   | 총합      | 총합 | 총합         | 1,172,279 | -%      |        |                   |

### 인천광역시
| 기호   | 순위 | 정당 | 정당         | 후보      | 득표수  | 득표율 | 비고              |
| ------ | ---- | ---- | ------------ | --------- | ------- | ------ | ----------------- |
| 1      | 1    |      | 더불어민주당 | 박남춘    | 766,186 | 57.7%  | 인천광역시장 당선 |
| 2      | 2    |      | 자유한국당   | 유정복    | 470,937 | 35.4%  |                   |
| 3      | 3    |      | 바른미래당   | 문병호    | 54,054  | 4.1%   |                   |
| 5      | 4    |      | 정의당       | 김응호    | 37,472  | 2.8%   |                   |
| 유효표 |      | -%   |              |           |         |        |                   |
| 무효표 |      | -%   |              |           |         |        |                   |
| 총합   | 총합 | 총합 | 총합         | 1,349,084 | -%      |        |                   |

인천광역시장은 2010년까지는 계속해서 보수 정당이 차지했으나 2010년 6월에 있었던 제5회 전국동시지방선거에서 송영길 시장이 처음으로 민주당계 정당 인사로서 인천광역시장에 당선되었다. 그러나 그도 4년 후인 2014년 제6회 전국동시지방선거에서 새누리당 유정복 시장에게 패배하며 다시 보수 정당이 차지했을 정도로 인천광역시는 의외로 민주당계 정당에 호락호락한 곳이 아니었다. 다시 인천광역시 탈환을 노리는 여당 더불어민주당에선 친노-친문계 핵심인 남동구 갑 국회의원 박남춘 후보가 출마했고 수성을 노리는 자유한국당에선 현직 시장 유정복 후보가 그대로 다시 출마했다. 그리고 바른미래당에선 안철수 前 대표의 측근이자 부평구 갑에서 국회의원을 지냈던 문병호 후보가 출마했다. 그런데 선거 직전에 유정복 후보에게 악재가 터졌다. 자유한국당 대변인이었던 정태옥이 "서울 살다 이혼하면 부천으로 가고 거기서 또 망하면 인천간다."는 이른바 이부망천 발언으로 인천 시민들의 심기에 불을 지른 것이다. 그래서인지 몰라도 인천광역시는 이번 선거에서 전국을 통틀어 가장 투표율이 낮았다.
결국 개표 결과 더불어민주당의 박남춘 후보가 57.7% : 35.4%로 현직 시장 유정복 후보를 득표율 22.3%, 득표 수 29만 5,000여 표 차이로 대파하고 당선되었다. 민주당계 정당이 인천광역시장 석권에 성공한 것은 2010년 제5회 전국동시지방선거 당시 송영길 시장 이후 8년 만의 일이었다. 그간 인천의 정치 지형은 서울특별시와 가까운 동쪽 지역인 부평구와 계양구 일대는 민주당계 정당 지지세가 강하지만 서쪽 바다 쪽은 보수 정당 지지세가 강한 곳이었다. 그러나 이번 선거에서 박남춘 후보는 강화군과 옹진군을 제외한 모든 구에서 승리했다. 특히 인천 내에서 가장 민주당계 정당 지지세가 강한 계양구에선 무려 61.2%나 득표해 31.5% 득표에 그친 유정복 후보를 거의 더블 스코어에 가까운 격차로 대파했다. 그리고 본래 자신의 지역구였던 남동구에서도 무려 59.6%나 득표했고 서구에서도 60.6%나 득표해 32.9% 득표에 그친 유정복 후보를 거의 2배 가까운 격차로 크게 이겼다. 그 밖에 도서권을 제외한 모든 구에서 박남춘 후보가 과반 이상의 득표를 하며 압도적인 승리로 당선되었다. 그리고 박남춘 후보의 전 지역구였던 남동구 갑 역시 더불어민주당의 맹성규 후보가 재보궐선거에서 당선되며 수성에 성공했다.
한편, 현직 시장이었던 유정복 시장은 안 그래도 친박계여서 인천 시민들로부터 그다지 평판이 좋지 않았는데 선거 직전에 터진 정태옥의 이부망천 망언 때문에 더욱더 불리한 상황에 놓였고 결국 낙선하고 말았다. 이로 인해 유정복 시장은 전임자 송영길 시장에 이어 2번째로 재선에 실패한 시장이 되었다. 유정복 시장은 인천 내 10개 구, 군에서 오직 도서권인 강화군과 옹진군에서만 승리했고 나머지 8곳에선 모두 패배했다. 그나마 강화군과 옹진군에서 압승을 거둔 것도 아니었다. 강화군에서 기록한 득표율은 56.4%, 옹진군에서 기록한 득표율은 52.1%로 과반을 조금 넘긴 정도라 보수 정당의 텃밭치고는 그리 좋은 성적표는 아니었다. 더군다나 이 두 곳은 인구가 적어서 선거에 크게 영향을 줄 수 있는 곳도 아니었다. 인천 시내에서 대거 패배하면서 결국 낙선했다. 그 밖에 바른미래당의 문병호 후보는 겨우 4% 대 득표율에 그치며 아예 존재감 자체가 없었다.

### 광주광역시
| 기호   | 순위    | 정당 | 정당         | 후보    | 득표수  | 득표율 | 비고              |
| ------ | ------- | ---- | ------------ | ------- | ------- | ------ | ----------------- |
| 1      | 1       |      | 더불어민주당 | 이용섭  | 573,995 | 84.1%  | 광주광역시장 당선 |
| 3      | 3       |      | 바른미래당   | 전덕영  | 34,487  | 5.1%   |                   |
| 5      | 2       |      | 정의당       | 나경채  | 40,916  | 6.0%   |                   |
| 6      | 4       |      | 민중당       | 윤민호  | 33,312  | 4.9%   |                   |
| 유효표 | 682,710 | -%   |              |         |         |        |                   |
| 무효표 | 11,542  | -%   |              |         |         |        |                   |
| 총합   | 총합    | 총합 | 총합         | 694,252 | -%      |        |                   |

### 대전광역시
| 기호   | 순위 | 정당 | 정당         | 후보    | 득표수  | 득표율 | 비고              |
| ------ | ---- | ---- | ------------ | ------- | ------- | ------ | ----------------- |
| 1      | 1    |      | 더불어민주당 | 허태정  | 393,354 | 56.4%  | 대전광역시장 당선 |
| 2      | 2    |      | 자유한국당   | 박성효  | 224,306 | 32.2%  |                   |
| 3      | 3    |      | 바른미래당   | 남충희  | 61,271  | 8.8%   |                   |
| 5      | 4    |      | 정의당       | 김윤기  | 18,351  | 2.6%   |                   |
| 유효표 |      | -%   |              |         |         |        |                   |
| 무효표 |      | -%   |              |         |         |        |                   |
| 총합   | 총합 | 총합 | 총합         | 706,983 | -%      |        |                   |

### 울산광역시
| 기호   | 순위 | 정당 | 정당         | 후보    | 득표수  | 득표율 | 비고              |
| ------ | ---- | ---- | ------------ | ------- | ------- | ------ | ----------------- |
| 1      | 1    |      | 더불어민주당 | 송철호  | 317,341 | 52.9%  | 울산광역시장 당선 |
| 2      | 2    |      | 자유한국당   | 김기현  | 240,475 | 40.1%  |                   |
| 3      | 4    |      | 바른미래당   | 이영희  | 13,489  | 2.3%   |                   |
| 6      | 3    |      | 민중당       | 김창현  | 28,621  | 4.8%   |                   |
| 유효표 |      | -%   |              |         |         |        |                   |
| 무효표 |      | -%   |              |         |         |        |                   |
| 총합   | 총합 | 총합 | 총합         | 610,698 | -%      |        |                   |

여당인 더불어민주당에선 울산에서 오랫동안 인권변호사 활동을 한 인물이자 과거 8번이나 선거에 출마했으나 모두 낙선해 '울산의 노무현'이란 별명을 갖고 있는 송철호 변호사가 9번째 선거에 도전했고 자유한국당에선 현직 시장 김기현 후보가 출마했다. 1년 전 대한민국 제19대 대통령 선거 때엔 문재인 대통령이 민주당계 대선 후보로서는 최초로 울산광역시에서 1위를 차지한 기염을 토한 바 있지만 그래도 울산광역시장까지 차지하기는 힘들 것이란 예측이 많았다. 왜냐하면 광역지자체장 직무 수행평가에서 윤장현 광주광역시장과 함께 엎치락뒤치락 하면서 꼴찌 다툼을 하는 서병수 부산광역시장과는 달리 김기현 시장은 최소한 중위권을 유지하고 있었기 때문이었다. 그 때문에 재선하기에 나름 괜찮은 조건이었다. 그러나 홍준표 대표와 장제원 대변인이 선거 직전에 대형사고를 쳤다. 김기현 시장 측근 비리를 수사하는 경찰을 향해 "미친개는 몽둥이가 약이다."는 이른바 미친개 발언으로 김기현 시장의 재선을 어렵게 만들어버린 것이다. 울산광역시장을 수성해야 할 자유한국당 입장에서는 제대로 역풍을 맞은 셈이 되었다.
개표 결과 더불어민주당의 송철호 후보가 52.9% : 40.1%로 자유한국당 김기현 후보를 득표율 12.8%, 득표 수 7만 7,000여 표 차이로 꺾고 무려 9번째 도전 끝에 당선의 기쁨을 누렸다. 울산광역시장 선거에서 민주당계 정당 후보가 당선된 것은 이번이 처음이었다. 당선자 송철호 후보는 울산 내 5개 구, 군에서 모두 과반 이상의 득표를 하며 1위를 차지했다. 특히 노동자들이 많아 정치적으로 진보 성향이 강했던 북구 (울산광역시)에선 무려 57%나 득표했다. 가장 낮은 득표를 한 울주군에서도 50.8%를 득표해 과반 이상의 득표를 올렸다. 송철호 후보가 울산시장에 당선된 데 이어 기초자치단체장 선거에서도 민주당이 5개 구, 군을 모두 싹쓸이했고 민중당 윤종오 전 의원의 의원직 상실로 인해 공석이 된 울산 북구 국회의원 선거에서도 민주당의 이상헌 후보가 당선되어 2017년 대선에 이어 이번에도 민주당은 울산에서 강세를 이어갔다.
한편, 김기현 후보는 이번 선거에서 40.1%라는 저조한 득표를 하는데 그치며 본인 선거 이력에서 처음으로 낙선을 경험하게 되었다. 가장 높은 득표를 한 울주군에서조차 43.5% 득표에 그쳤을 정도로 힘을 쓰지 못했다. 5개 구, 군에서 전패를 기록한 건 덤이다. 김기현 시장은 부산의 서병수 시장과는 달리 직무수행평가에서 중위권을 유지하고 있었기에 나름대로 승부를 걸어볼 여지가 있었으나 결국 싱겁게 무너지고 말았다. 이는 김기현 시장 본인의 문제보다도 자유한국당 수뇌부의 책임이 더 크다. 홍준표를 위시로 한 자유한국당 지도부는 선거 직전 미친개 발언을 해서 스스로 표심을 갉아먹고 거기에다 홍준표는 연일 강성 귀족노조 발언으로 꾸준히 울산 인구의 대부분을 차지하는 노동자들을 노상 자극했다. 이것이 김기현이 낙선하게 된 원인이다.

### 세종특별자치시
| 기호   | 순위 | 정당 | 정당         | 후보    | 득표수 | 득표율 | 비고                  |
| ------ | ---- | ---- | ------------ | ------- | ------ | ------ | --------------------- |
| 1      | 1    |      | 더불어민주당 | 이춘희  | 96,896 | 71.3%  | 세종특별자치시장 당선 |
| 2      | 2    |      | 자유한국당   | 송아영  | 24,546 | 18.1%  |                       |
| 3      | 3    |      | 바른미래당   | 허철회  | 14,444 | 10.6%  |                       |
| 유효표 |      | -%   |              |         |        |        |                       |
| 무효표 |      | -%   |              |         |        |        |                       |
| 총합   | 총합 | 총합 | 총합         | 137,603 | -%     |        |                       |

### 경기도
| 기호   | 순위 | 정당 | 정당         | 후보      | 득표수    | 득표율 | 비고            |
| ------ | ---- | ---- | ------------ | --------- | --------- | ------ | --------------- |
| 1      | 1    |      | 더불어민주당 | 이재명    | 3,370,621 | 56.4%  | 경기도지사 당선 |
| 2      | 2    |      | 자유한국당   | 남경필    | 2,122,433 | 35.5%  |                 |
| 3      | 3    |      | 바른미래당   | 김영환    | 287,504   | 4.8%   |                 |
| 5      | 4    |      | 정의당       | 이홍우    | 151,871   | 2.5%   |                 |
| 6      | 5    |      | 민중당       | 홍성규    | 43,098    | 0.7%   |                 |
| 유효표 |      | -%   |              |           |           |        |                 |
| 무효표 |      | -%   |              |           |           |        |                 |
| 총합   | 총합 | 총합 | 총합         | 6,084,955 | -%        |        |                 |

민선 5,6기 성남시장이였던 더불어민주당 이재명 후보와 민선 6기 경기도지사인 남경필이 붙었다. 물론 결과는 이재명의 20.9% 차이로 압승했다.
이재명 후보는 양평군,가평군을 제외한 모든 지역에서 승리를 거두었고, 양평군,가평군에서도 44.22%:46.68%,44.29%:48.29%로 단 2.46%,4.00% 차이로 석패했을 뿐이다. 참고로 여주시,포천시,연천군,양평군,가평군은 제19대 대통령 선거 때 경기도에서 홍준표 후보가 이긴 기초자치단체들이였는데, 이재명 후보는 여주시,포천시,연천군에서도 승리를 거두었다. 남경필 후보는 양평군,가평군에서도 승리했다.

### 강원도
| 기호   | 순위    | 정당 | 정당         | 후보    | 득표수  | 득표율 | 비고            |
| ------ | ------- | ---- | ------------ | ------- | ------- | ------ | --------------- |
| 1      | 1       |      | 더불어민주당 | 최문순  | 518,447 | 64.73% | 강원도지사 당선 |
| 2      | 2       |      | 자유한국당   | 정창수  | 282,456 | 35.26% |                 |
| 유효표 | 800,903 | -%   |              |         |         |        |                 |
| 무효표 | 18,290  | -%   |              |         |         |        |                 |
| 총합   | 총합    | 총합 | 총합         | 819,193 | -%      |        |                 |

민선 5,6기 강원도지사(2010년 재보궐~6기)인 최문순 후보와 인천국제공항공사,한국관광공사 사장을 지냈던 정창수 후보가 붙었는데, 결과는 29.47% 차이로 최문순 후보가 완승했다.
특히 최문순 후보는 춘천시,원주시와 제19대 대통령 선거에서 문재인 후보가 이긴 최전방 지역(철원,양구,화천,인제,홍천)은 물론 자유한국당 지지 성향이 강했던 강릉시와 양양군에서도 승리를 거두었다.

### 충청북도
| 기호   | 순위 | 정당 | 정당         | 후보    | 득표수  | 득표율 | 비고              |
| ------ | ---- | ---- | ------------ | ------- | ------- | ------ | ----------------- |
| 1      | 1    |      | 더불어민주당 | 이시종  | 468,750 | 61.2%  | 충청북도지사 당선 |
| 2      | 2    |      | 자유한국당   | 박경국  | 227,371 | 29.7%  |                   |
| 3      | 3    |      | 바른미래당   | 신용한  | 70,330  | 9.2%   |                   |
| 유효표 |      | -%   |              |         |         |        |                   |
| 무효표 |      | -%   |              |         |         |        |                   |
| 총합   | 총합 | 총합 | 총합         | 782,316 | -%      |        |                   |

### 충청남도
| 기호   | 순위 | 정당 | 정당         | 후보    | 득표수  | 득표율 | 비고              |
| ------ | ---- | ---- | ------------ | ------- | ------- | ------ | ----------------- |
| 1      | 1    |      | 더불어민주당 | 양승조  | 615,870 | 62.6%  | 충청남도지사 당선 |
| 2      | 2    |      | 자유한국당   | 이인제  | 345,577 | 35.1%  |                   |
| 6      | 3    |      | 가자코리아   | 차국환  | 23,012  | 2.4%   |                   |
| 유효표 |      | -%   |              |         |         |        |                   |
| 무효표 |      | -%   |              |         |         |        |                   |
| 총합   | 총합 | 총합 | 총합         | 984,459 | -%      |        |                   |

전 천안시 병 국회의원인 양승조 후보와 전 논산시·계룡시·금산군 국회의원인 이인제 후보의 격돌이 일어났다. 결과는 36.5% 차이로, 거의 두배 이상의 차이로 양승조 후보가 이겼다.
양승조 후보는 자신의 지역구인 천안시,아산시 등 민주당 우세 지역은 물론, 제19대 대통령 선거 당시 자유한국당 홍준표 후보가 이겼던 부여군,청양군,예산군에서도 이김으로써 전 지역에서 이겼다.
특히 예산군은 홍준표 후보가 38.29%:28.10%로 10.19% 차이로 낙승했던 곳인데, 이번에는 양승조 후보가 52.93% : 44.40%로 7.53% 차이로 이겼다.

### 전라북도
| 기호   | 순위 | 정당 | 정당         | 후보    | 득표수  | 득표율 | 비고              |
| ------ | ---- | ---- | ------------ | ------- | ------- | ------ | ----------------- |
| 1      | 1    |      | 더불어민주당 | 송하진  | 682,042 | 70.6%  | 전라북도지사 당선 |
| 2      | 4    |      | 자유한국당   | 신재봉  | 26,374  | 2.7%   |                   |
| 4      | 2    |      | 민주평화당   | 임정엽  | 184,728 | 19.1%  |                   |
| 5      | 3    |      | 정의당       | 권태홍  | 52,496  | 5.4%   |                   |
| 6      | 5    |      | 민중당       | 이광석  | 20,827  | 2.2%   |                   |
| 유효표 |      | -%   |              |         |         |        |                   |
| 무효표 |      | -%   |              |         |         |        |                   |
| 총합   | 총합 | 총합 | 총합         | 996,504 | -%      |        |                   |

### 전라남도
| 기호   | 순위 | 정당 | 정당         | 후보      | 득표수  | 득표율 | 비고              |
| ------ | ---- | ---- | ------------ | --------- | ------- | ------ | ----------------- |
| 1      | 1    |      | 더불어민주당 | 김영록    | 807,902 | 77.1%  | 전라남도지사 당선 |
| 3      | 4    |      | 바른미래당   | 박매호    | 40,287  | 3.8%   |                   |
| 4      | 2    |      | 민주평화당   | 민영삼    | 110,973 | 10.6%  |                   |
| 5      | 5    |      | 정의당       | 노형태    | 37,433  | 3.6%   |                   |
| 6      | 3    |      | 민중당       | 이성수    | 51,410  | 4.9%   |                   |
| 유효표 |      | -%   |              |           |         |        |                   |
| 무효표 |      | -%   |              |           |         |        |                   |
| 총합   | 총합 | 총합 | 총합         | 1,092,107 | -%      |        |                   |

### 경상북도
| 기호   | 순위 | 정당 | 정당         | 후보      | 득표수  | 득표율 | 비고              |
| ------ | ---- | ---- | ------------ | --------- | ------- | ------ | ----------------- |
| 1      | 2    |      | 더불어민주당 | 오중기    | 482,564 | 34.3%  |                   |
| 2      | 1    |      | 자유한국당   | 이철우    | 732,785 | 52.1%  | 경상북도지사 당선 |
| 3      | 3    |      | 바른미래당   | 권오을    | 143,409 | 10.2%  |                   |
| 5      | 4    |      | 정의당       | 박창호    | 47,250  | 3.4%   |                   |
| 유효표 |      | -%   |              |           |         |        |                   |
| 무효표 |      | -%   |              |           |         |        |                   |
| 총합   | 총합 | 총합 | 총합         | 1,457,539 | -%      |        |                   |

포항시 북구와 경상북도지사 후보로 각각 2번,1번씩 나왔지만 매번 10% 중반대의 득표율로 낙선을 거듭했던 오중기 후보와 김천시 국회의원이였던 이철우 후보의 격돌이였다. 결과는 18% 차이로 이철우 후보가 낙승했지만, 오중기 후보도 직전 지방선거 때보다 2배 이상 득표함으로써 화제가 되었다. 오중기 후보는 특히 공단의 영향으로 젊은 인구가 많은 구미시,포항시에서 40% 이상을 득표해서 격차를 수% 정도로 줄였으며, 구미 3공단이 있는 칠곡군에서도 39.3%를 얻어 꽤 선전했다.

### 경상남도
| 기호   | 순위 | 정당 | 정당         | 후보      | 득표수  | 득표율 | 비고              |
| ------ | ---- | ---- | ------------ | --------- | ------- | ------ | ----------------- |
| 1      | 1    |      | 더불어민주당 | 김경수    | 941,491 | 52.8%  | 경상남도지사 당선 |
| 2      | 2    |      | 자유한국당   | 김태호    | 765,809 | 43.0%  |                   |
| 3      | 3    |      | 바른미래당   | 김유근    | 75,418  | 4.2%   |                   |
| 유효표 |      | -%   |              |           |         |        |                   |
| 무효표 |      | -%   |              |           |         |        |                   |
| 총합   | 총합 | 총합 | 총합         | 1,819,391 | -%      |        |                   |

이번 지방선거에서 가장 승부가 늦게 결정된 곳이자 가장 주목을 받은 곳이다. 더불어민주당에선 친노-친문계 핵심이었던 김해시 을 국회의원 김경수 후보를 공천시켜 내보냈고 자유한국당에선 과거 경상남도지사를 지냈던 인물이자 2012년 대한민국 제19대 국회의원 선거 당시 김경수 후보와 김해시 을 국회의원 자리를 놓고 겨루었던 김태호 후보를 공천시켜 내보냈다. 당초 출구조사에선 김경수 후보가 56.8% : 40.1%로 김태호 후보를 16.7% 차이로 대파하고 손쉽게 당선될 것으로 예측되었다. 그러나 정작 개표를 시작한 결과 개표율 20%가 넘도록 김태호 후보가 꾸준히 리드를 하고 있었다. 그 원인은 전통적으로 자유한국당을 비롯한 보수 정당 지지세가 강하고 농촌 지역이라 노년층 인구가 많은 서부 경남부터 개표가 진행된데다 김경수 후보가 우세할 것으로 예상되었던 창원시 성산구에서 개표 분류기가 고장이 나면서 수리가 완료될 때까지 수개표로 진행되었고 또 김해시 역시 개표가 더디게 진행되면서 의외로 오랫동안 김태호 후보가 리드를 지키고 있었다. 그러나 본격적으로 동부 경남 지역에서 개표가 이루어지자 김경수 후보의 득표율이 가파른 속도로 상승했고 마침내 개표율 23% 시점에서 역전에 성공해 그 때부터 계속해서 김경수 후보가 꾸준히 표차를 벌이며 52.8% : 43%로 득표율 9.8%, 득표 수 17만 6,000여 표 차이로 승리했다. 민주당계 정당 후보가 경상남도지사에 당선된 것 역시 이번이 처음이었다. 사실 개표율 43% 시점에서 김경수 후보의 당선 유력이 선언되었기 때문에 그렇게까지 접전이라고 볼 수는 없었지만 워낙 이번 선거가 더불어민주당 측이 압승을 거둔 탓에 다른 지역에선 조기에 승부가 다 결정났고 상대적으로 경남에서의 승부가 늦게 갈렸기에 접전 지역인 것처럼 보였을 뿐이다. 
선거 과정 뿐 아니라 개표 결과도 상당히 드라마틱했다. 우선 당선자 김경수 후보는 경상남도에서 가장 인구가 많은 창원시에서 5개 구 전체 합산 결과 53.4%의 득표율을 기록해 42% 득표에 그친 김태호 후보를 득표율 11.4%, 득표 수 6만 3,000여 표 차이로 크게 꺾었다. 구 별로 자세히 살펴보면 김경수 후보는 의창구에선 54.7% : 40.6%로 승리했고 성산구에선 무려 61.3%를 득표해 33.8% 득표에 그친 김태호 후보를 거의 2배에 가까운 격차로 승리했다. 진해구 역시 54.5% : 40.8%로 김경수 후보가 승리했다. 그리고 1년 전 대한민국 제19대 대통령 선거 당시 문재인 대통령조차도 홍준표 후보에게 33.1% : 41.4%로 8.3% 차 석패를 기록했던 마산회원구에서도 김경수 후보가 49% : 46.7%로 승리했다. 마산합포구에선 김태호 후보가 승리했지만 45.4% : 50.1%로 4.7% 차 접전 승리였다. 1년 전 홍준표 후보가 문재인 대통령을 45.9% : 30%로 거의 16% 차 대승을 거두었던 것에 비하면 크게 달라진 결과가 아닐 수 없다. 그 뿐 아니라 친노, 친문의 성지로 꼽히는 김해시에선 65% : 31.4%로 김경수 후보가 2배 이상의 격차로 크게 승리했다. 그리고 양산시에서도 57% : 38.5%로 김경수 후보가 승리를 거두었고 마지막으로 문재인 대통령의 고향인 거제시 역시 60% : 35.4%로 김경수 후보가 대승을 거두었다. 1년 전 대선에서 문재인 대통령이 승리했던 동부 경남에선 김경수 후보가 모두 과반수 이상의 득표를 하며 승리했음을 알 수 있다.
그리고 동부 경남 뿐 아니라 서부 경남에서도 민주당의 약진이 두드러졌다. 먼저 서부 경남에서 가장 인구가 많은 진주시의 경우 1년 전 대선에선 홍준표 후보가 42.3% : 33.4%로 문재인 대통령을 상대로 8.9% 차 승리를 거두었는데 이번에는 이곳마저도 김경수 후보가 51.2% : 44.5%로 6.7% 차로 승리했다. 그리고 김경수 후보 본인의 고향인 고성군에서도 49.7% : 46.9%로 김경수 후보가 승리했다. 그 뿐 아니라 하동군에서까지 49.6% : 46.5%로 김경수 후보가 승리했다. 1년 전 대선 때에도 고성군의 경우는 홍준표 후보가 48.9%:28.7%로 20.2% 차의 대승을 거두었고 하동군에서도 43.8% : 33%로 10.8%의 격차로 승리했던 곳이었는데 이번에는 모두 민주당의 김경수 후보가 승리한 것이다. 김경수 후보가 비록 패배하긴 했지만 통영시, 사천시, 밀양시, 함안군, 남해군 이 5곳에서는 각각 46.2%, 46.1%, 45.3%, 45.9%, 45.2%를 득표해 모두 45% 이상의 득표를 하며 김태호 후보와 5% 차 내외의 접전을 펼쳤다. 이 5곳은 1년 전 대선 때만 해도 홍준표 후보가 문재인 대통령을 상대로 15% 차 이상의 대승을 거두었던 곳이었는데 1년 사이에 한 자리 수 격차로 따라잡히는 경합지가 되었다. 이번 선거에서 김태호 후보가 20% 차 이상의 낙승을 거둔 곳은 본인의 고향인 거창군과 옆 동네인 합천군 단 2곳밖에 없었다. 산청군, 함양군에서도 김경수 후보가 모두 40% 이상의 득표를 하며 크게 선전했고 의령군과 창녕군조차도 김경수 후보가 각각 39.2%, 39.4%의 득표를 하며 40%에 근접하는 득표율을 올렸다.
종합해 보면 경상남도 내 총 18개 시, 군 가운데 김경수 후보는 창원시, 김해시, 진주시, 양산시, 거제시, 고성군, 하동군까지 총 7개 시, 군에서 승리를 거두었고 김태호 후보는 통영시, 사천시, 밀양시, 함안군, 창녕군, 거창군, 합천군, 남해군, 함양군, 산청군, 의령군까지 총 11개 시, 군에서 승리해 승리한 시, 군 개수 자체는 김태호 후보가 4개 더 많았다. 하지만 김경수 후보가 승리한 7곳 중 창원시, 김해시, 진주시, 양산시, 거제시가 경상남도 내에서 인구 상위권에 있는 도시들이었고 이 5곳에서 모두 김경수 후보가 승리한데다 김태호 후보가 승리한 곳 중에서 통영시, 사천시, 밀양시, 함안군, 남해군 이 5곳에서 한 자리 수 격차로 접전을 펼쳤기에 결국 최종 합산 결과는 김경수 후보의 승리였다. 김태호 후보로서는 경상남도 내에서 인구 순으로 1~5위에 해당하는 창원, 김해, 진주, 양산, 거제 중에서 단 1곳에서도 승리하지 못한 것이 패인인 것이다.

### 제주특별자치도
| 기호   | 순위 | 정당 | 정당         | 후보    | 득표수  | 득표율 | 비고                    |
| ------ | ---- | ---- | ------------ | ------- | ------- | ------ | ----------------------- |
| 1      | 2    |      | 더불어민주당 | 문대림  | 137,901 | 40.0%  |                         |
| 2      | 4    |      | 자유한국당   | 김방훈  | 11,241  | 3.3%   |                         |
| 3      | 5    |      | 바른미래당   | 장성철  | 5,019   | 1.5%   |                         |
| 6      | 3    |      | 녹색당       | 고은영  | 12,188  | 3.5%   |                         |
| 7      | 1    |      | 무소속       | 원희룡  | 178,255 | 51.7%  | 제주특별자치도지사 당선 |
| 유효표 |      | -%   |              |         |         |        |                         |
| 무효표 |      | -%   |              |         |         |        |                         |
| 총합   | 총합 | 총합 | 총합         | 350,943 | -%      |        |                         |